# Joseph Franz von Jacquin

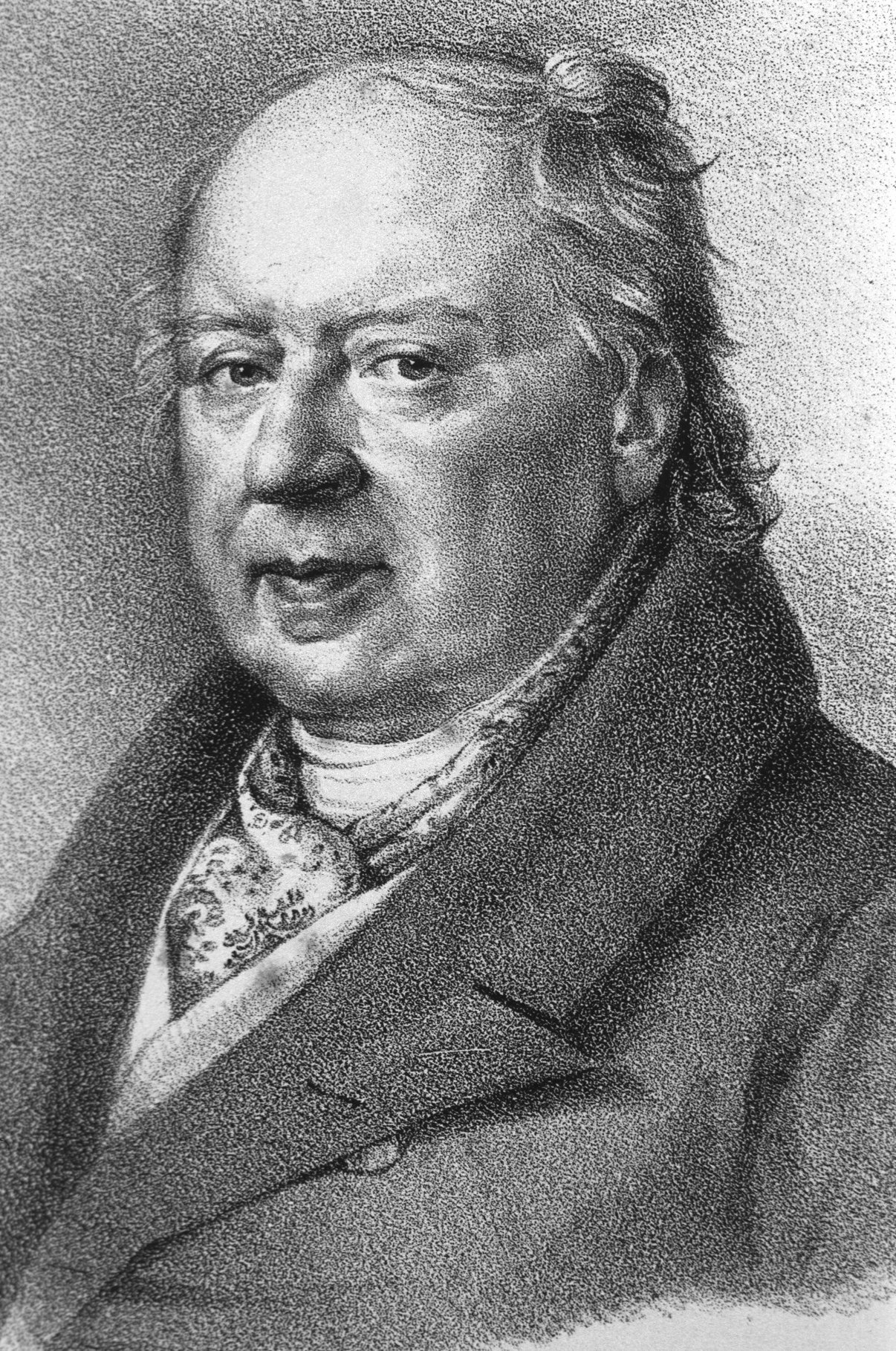
Joseph Franz von Jacquin

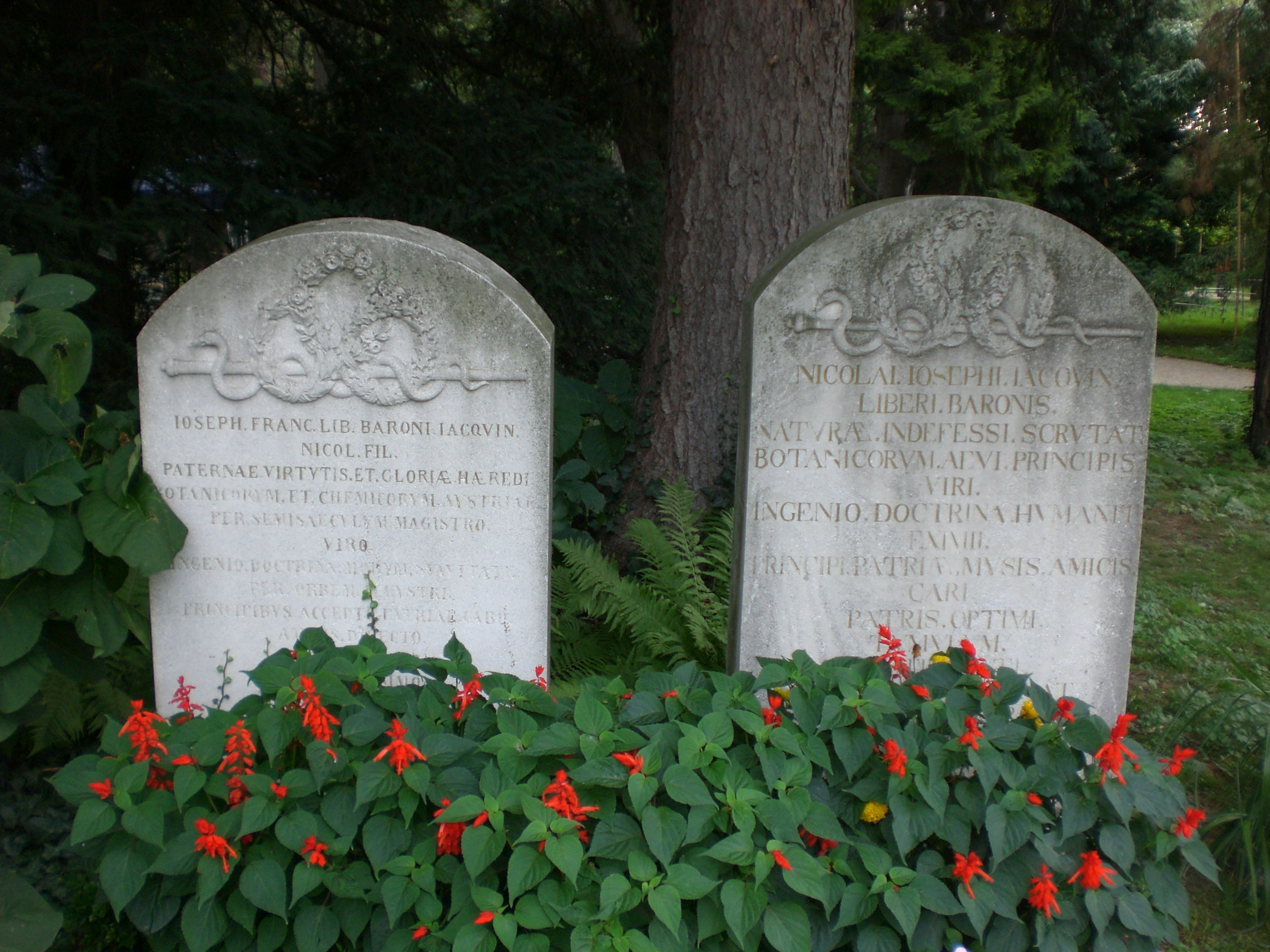
Plaque commémorative

Joseph Franz Freiherr von Jacquin ou baron Joseph von Jacquin (7 février 1766, Schemnitz (maintenant Banská Štiavnica) - 26 octobre 1839, Vienne) est un scientifique autrichien qui a étudié la médecine, la chimie, la zoologie et la botanique.

## Biographie
Fils de Nikolaus Joseph von Jacquin, il est diplômé de l'Université de Vienne en tant que docteur en médecine en 1788.
Entre 1788 et 1791, Jacquin a été envoyé en voyage scientifique en Allemagne, France et Angleterre par l'archiduc François II.
Il a hérité du poste de son père comme professeur de botanique et de chimie à l'Université de Vienne, qu’il a occupé de 1797 jusqu'à sa retraite en 1838. En 1821, il a été élu membre étranger de l'Académie royale des sciences de Suède.